# L'Auladell
L'Auladell és una masia de Montseny (Vallès Oriental) inclosa a l'Inventari del Patrimoni Arquitectònic de Catalunya.

## Descripció
Masia de dimensions reduïdes. La teulada és a dues vessants desiguals pel que fa a la inclinació. Excepte a la façana, la maçoneria és a la vista. A la façana hi ha un rellotge de sol, i una finestra amb motllura conopial i ampit. La porta és de mig punt sense dovelles i està emblanquinada. A banda i banda de la porta hi ha uns petits pedrissos, i a un dels laterals un abeurador.

## Història
El 1515 va ser inscrit Sebastià Auladell. Hi ha la teoria que l'etimologia d'aquest nom el faria venir d'Aula Dei, perquè en èpoques medievals, quan el veïnat de Montseny d'Amunt deuria tenir més importància, en aquest lloc hi deuria haver l'escola, relativament propera a l'actual ermita de Sant Martí.